# 劉德華 (專輯)
《劉德華》是香港歌手劉德華于1989年5月23日所發行的同名粤语專輯。

## 曲目
1. 共你伤心过
2. 我恨我痴心（翻唱自英文歌）
3. 世事多磨
4. 深夜到访
5. 只有一个人
6. 拥抱
7. 爱逝难离
8. 祷告
9. 流浪
10. 还没有说完